# Guntars Silagailis
Guntars Silagailis (Rēzekne, 31 agosto 1984) è un ex calciatore e allenatore di calcio lettone, tecnico del Rēzeknes BJSS.

## Carriera
Cresciuto nel Rēzekne, squadra della sua città, vi rimase fino al 2006, quando la squadra cambiò nome in Dižvanagi: totalizzò 134 presenze con 84 reti messe a segno. Sul finire della stagione 2006 passò al Ventspils: qui giocò un'unica partita, contro l'FK Rīga, contribuendo alla vittoria del campionato.
A fine stagione tornò al Dižvanagi, nel frattempo divenuto Blāzma, sceso in 1. Līga: ottenne un'immediata promozione in Virslīga. Nel corso della stagione 2008 passò al FK Riga: vi rimane pochi mesi, avendo il tempo di esordire nella Coppa Intertoto 2008 contro l'Elfsborg.
Passò ad inizio 2009 con gli irlandesi del Cork City; dopo una sola stagione si trasferì in Bielorussia al Vicebsk, con cui giocò fino a luglio 2010. Ad agosto, infatti, fece ritorno in patria, nuovamente al Blāzma. Ad inizio 2011 andò a giocare nel campionato israeliano con l'Arraba, ma già a luglio tornò in patria, stavolta nello Jūrmala.
Ad inizio 2012 cambiò nuovamente squadra: passò al Daugava Daugavpils, giocando con discreta continuità (25 presenze, molte delle quali partendo dalla panchina). Ha avuto, tra l'altro, la possibilità di esordire nel primo turno di qualificazione all'UEFA Europa League 2012-2013 contro i lituani del Sūduva.

## Palmarès

### Club

#### Competizioni nazionali
- Campionato lettone: 2

Ventspils: 2006
Daugava: 2012
- Supercoppa di Lettonia: 1

Daugava: 2013